# Comuna de Wąwolnica
Wąwolnica (polaco: Gmina Wąwolnica) é uma gminy (comuna) na Polónia, na voivodia de Lublin e no condado de Puławski.
De acordo com os censos de 2004, a comuna tem 4998 habitantes, com uma densidade 80,4 hab/km².

## Área
Estende-se por uma área de 62,15 km², incluindo:
- área agricola: 81%
- área florestal: 12%

## Demografia
Dados de 30 de Junho 2004:
|                      | Total   | Total | Mulheres | Mulheres | Homens  | Homens |
| -------------------- | ------- | ----- | -------- | -------- | ------- | ------ |
|                      | pessoas | %     | pessoas  | %        | pessoas | %      |
| População            | 4998    | 100   | 2531     | 50,6     | 2467    | 49,4   |
| Densidade (pop./km²) | 80,4    | 100   | 40,7     | 40,7     | 39,7    | 39,7   |

De acordo com dados de 2002, o rendimento médio per capita ascendia a 1423,74 zł.